# Cumberlandská omáčka
Cumberlandská omáčka (anglicky Cumberland sauce) je pikantní studená omáčka, používaná v anglické kuchyni. Recept pochází z Německa a na Britské ostrovy ho přinesl Vilém August Hannoverský, vévoda z Cumberlandu. Omáčku s oblibou připravoval Auguste Escoffier. Základní surovinou je červený rybíz nebo brusinky, které se povaří s portským vínem, šalotkou, zázvorem, hořčičnými semínky, pomerančovou kůrou a černým pepřem. V omáčce se spojuje sladká, kyselá a pikantní chuť, podává se za studena (dá se také koupit hotová ve sklenici). Podává se k tmavým masům (zvěřina, hovězí maso, skopové maso, vepřové maso, krocan).  